# Myrsine sandwicensis
Myrsine sandwicensis är en viveväxtart som beskrevs av A. Dc. Myrsine sandwicensis ingår i släktet Myrsine och familjen viveväxter. Inga underarter finns listade i Catalogue of Life.

## Bildgalleri

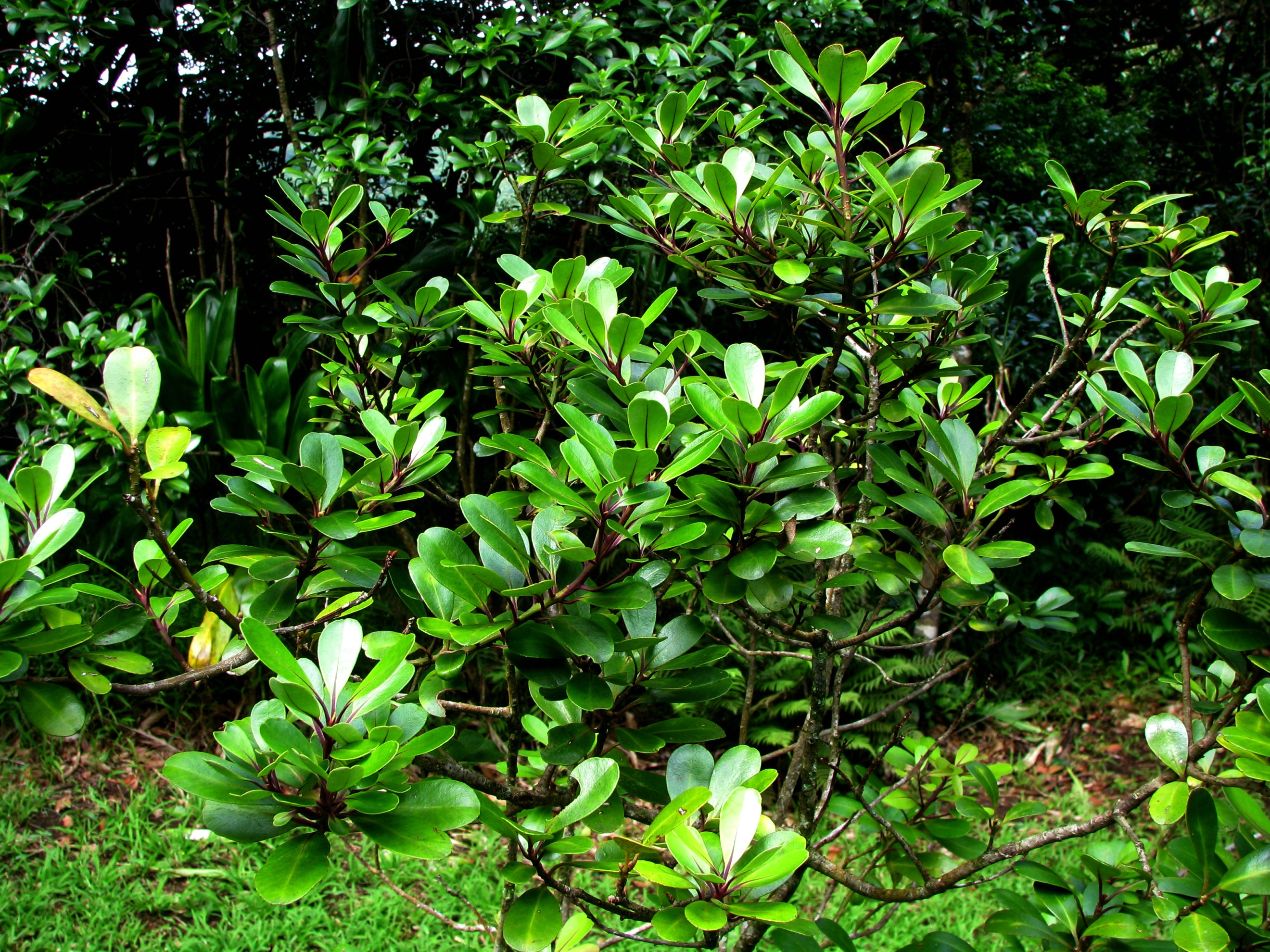
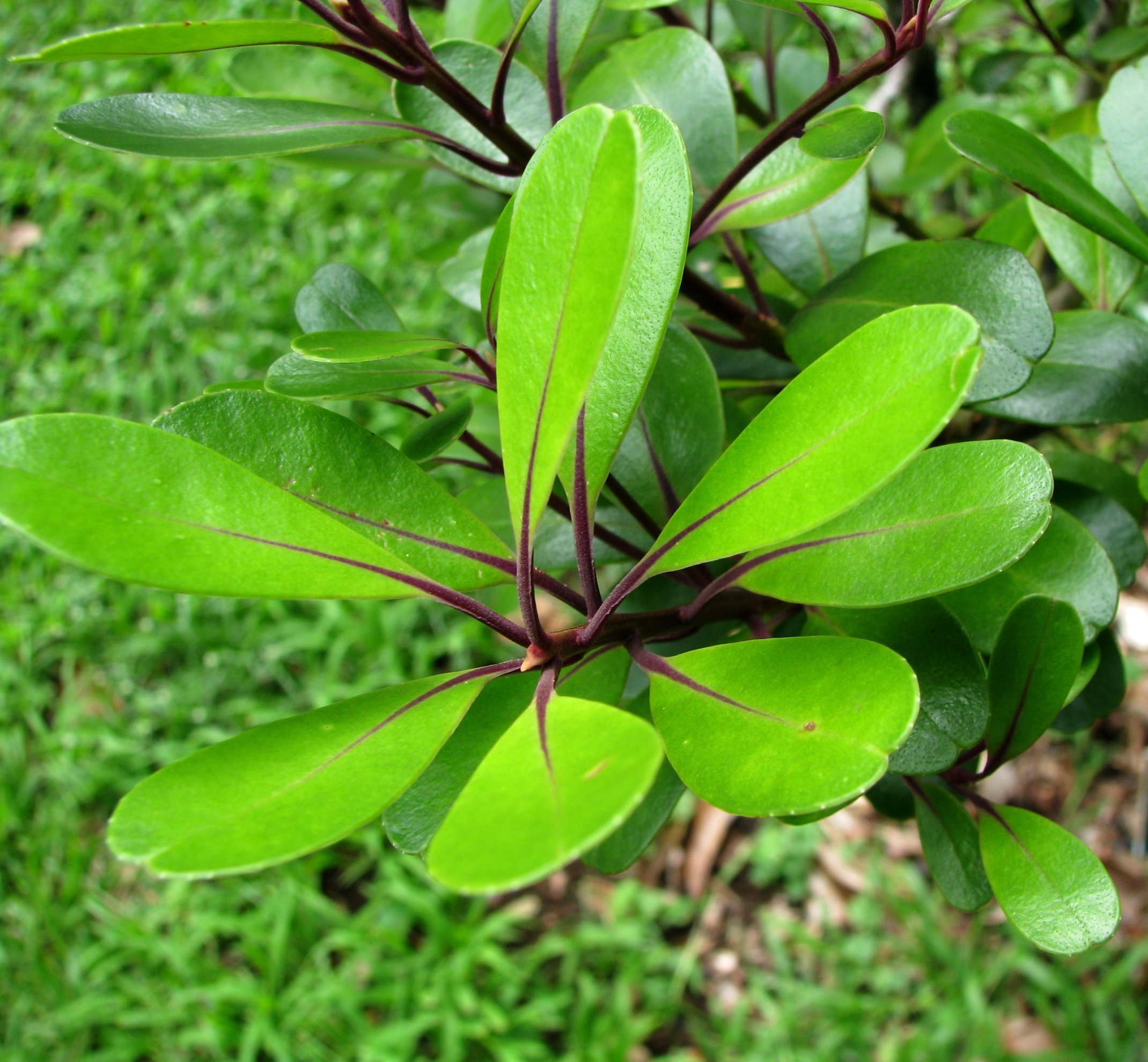
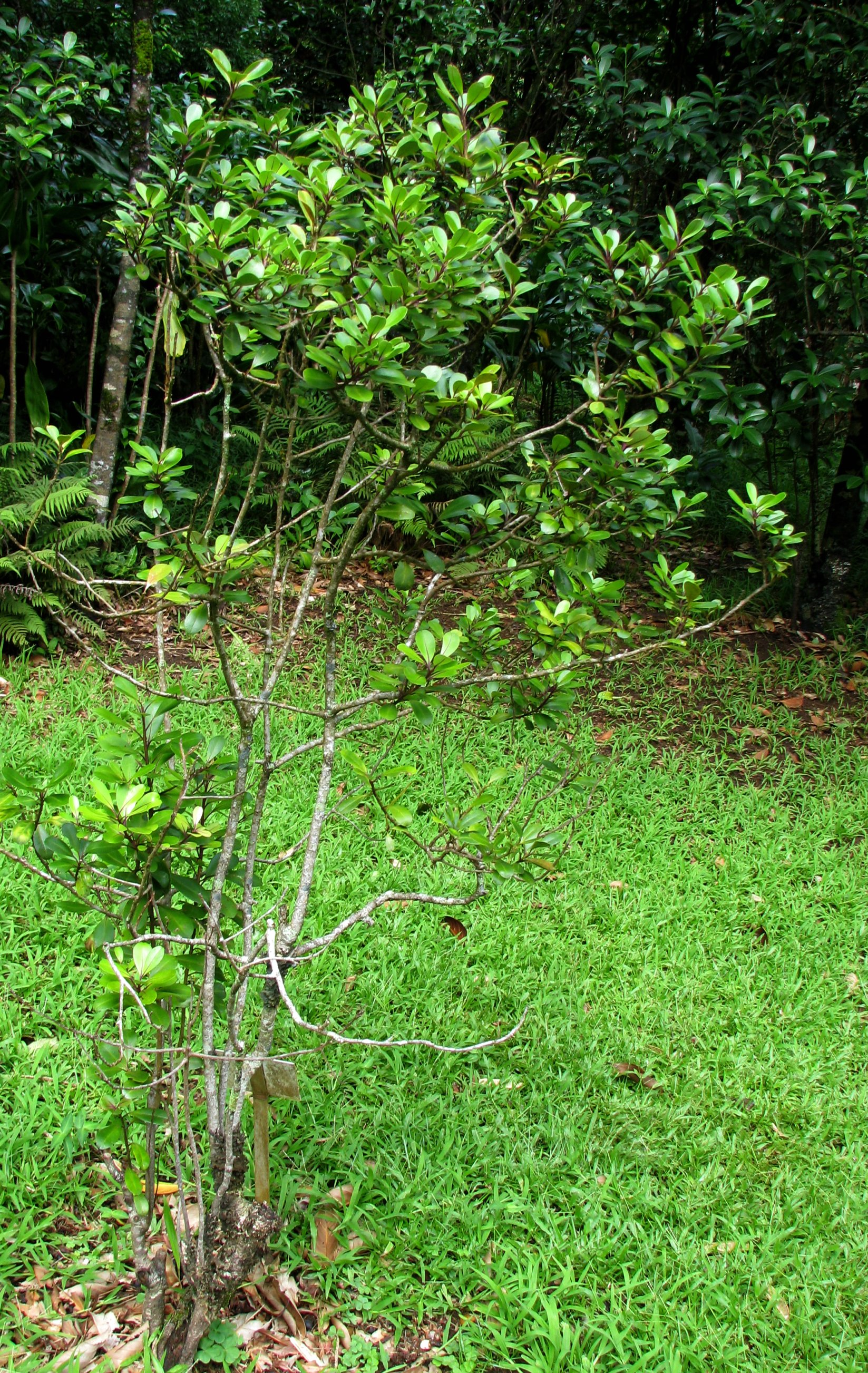